# ماكسيم كوفاليف
ماكسيم كوفاليف (بالأوكرانية: Максим Сергійович Ковальов)‏ هو لاعب كرة قدم أوكراني في مركز الدفاع، ولد في 20 مارس 1989 في ألتشيفسك في أوكرانيا. شارك مع منتخب أوكرانيا تحت 16 سنة لكرة القدم ومنتخب أوكرانيا تحت 17 سنة لكرة القدم ومنتخب أوكرانيا تحت 18 سنة لكرة القدم ومنتخب أوكرانيا تحت 19 سنة لكرة القدم. أما مع النوادي، فقد لعب مع زوريا لوهانسك وشاختار دونيتسك ونادي إيليتشيفيتس ماريوبول.

## وصلات خارجية
- ماكسيم كوفاليف على موقع اتحاد أوكرانيا (الإنجليزية)
- ماكسيم كوفاليف على موقع قاعدة بيانات كرة القدم.إي يو (الإنجليزية)
- ماكسيم كوفاليف على موقع Soccerway.com (الإنجليزية)